# Кирьят-Ата
Кирьят-Ата (ивр. קרית אתא‎) — город на севере Израиля в Хайфском округе, в 12 км от Хайфы. Один из городов, составляющих городскую агломерацию Крайот.
Город занимает площадь 	16,706 дунамов. 

## Население
По данным Центрального статистического бюро Израиля, население на начало 2020 года составляло 59 030 человек.
Большую часть населения города составляют евреи.

## География
Город расположен в восточной части долины Звулун, на холмах на высоте 100 м от уровня моря.
Расстояние до моря 4 км.
Почвы в городе чернозёмные, что привело к развитию сельского хозяйства в районе.

## История
Кирьят-Ата основан в 1925 году обществом Нахалей Исраэль как сельскохозяйственное поселение под названием Кфар-Ата по названию арабской деревни Куфрита. Это первое еврейское поселение в долине Звулон. Первыми жителями поселения были религиозные выходцы из Польши.
Во время арабских погромов 1929 года поселение сильно пострадало. Многие жители бежали в соседнее религиозное поселение Кфар-Хасидим (Хасидская деревня). В 1930 году жители вернулись и восстановили посёлок. В 1935 году семейством Молер была основана ткацкая фабрика «Аригей Тоцерет Арцену» в сокращении Ата. Во время войны за независимость (1948—1949 годы) посёлок пытались захватить арабские войска, пришедшие из соседнего города Шфарама. Атаки были отбиты. Арабские жители посёлка бежали в Шфарам. Небольшое число еврейских жителей Шфарама переселились в Кфар-Ату.
Население посёлка значительно увеличилось с прибытием репатриантов из северной Африки (главным образом, из Марокко) и из Румынии. Были построены новые микрорайоны для расселения новых жителей. В 1965 году было принято решение об объединении с соседним посёлком Кирьят Беньямин. Объединнённый посёлок получил название Кирьят-Ата. В 1969 году население посёлка превысило 20 000 человек и Кирьят-Ата был провозглашён городом. С начала 1970-х годов в город начали прибывать многочисленные репатрианты из СССР (значительную часть составляли грузинские и горские евреи).
В 1985 году ткацкая фабрика в городе была закрыта, многие жители остались без работы.
Начиная с 1989 года с началом массовой иммиграции евреев из СССР в 1990—1991 годах в городе поселилось значительное количество новых репатриантов (около 1500 семей). Были открыты многочисленные ульпаны (курсы по изучению иврита).

Группа репатриантов из СССР — учащихся ульпана, май 1991 года

Началось массовое жилищное строительство. Был построен жилой массив Гиват-Рам. Одновременно шло восстановление фонда общественного жилья («Амигур»).

## Образование
В городе имеются 20 школ, в которых обучаются 8672 учеников. Среди школ: 11 средних и 14 начальных. 52 % учащихся 12-го класса получили аттестат зрелости (данные за 2001 год).

## Транспорт
Основными видами общественного транспорта являются автобусы и маршрутные такси. В отличие от других городов Крайот, таких как Кирьят-Бялик или Кирьят-Моцкин, Кирьят-Ата находится в стороне от основной автомагистрали Хайфа — Акко. В последние годы были расширены шоссе, ведущие к городу.

## Промышленность
Вблизи Кирьят-Ата находится химический комбинат «Хайфа Химикалим» (ивр. חיפה כימיקליים‎). В промышленной зоне города расположено множество мелких предприятий металлообрабатывающей и строительной отраслей.